# Каргополь (Татарстан)
Ка́ргополь (тат. Каргалы) — село в Алькеевском районе Республики Татарстан, административный центр и единственный населённый пункт Каргопольского сельского поселения.

## История
В «Списке населенных мест по сведениям 1859 года», изданном в 1866 году, населённый пункт упомянут как казённая деревня Каргаполь (Карга, Актачи) 2-го стана Спасского уезда Казанской губернии. Располагалась при реке Ахтае, на просёлочном тракте в село Билярск, в 40 верстах от уездного города Спасска и в 15 верстах от становой квартиры в казённой деревне Матаки Базарные). В деревне в 129 дворах жили 815 человек (405 мужчин и 410 женщин). Была мечеть.

## Население
| 1782 | 1859 | 1897  | 1908  | 1920  | 1926 | 1938 |
| ---- | ---- | ----- | ----- | ----- | ---- | ---- |
| 163  | ↗815 | ↗1296 | ↗1369 | ↗1436 | ↘869 | ↗893 |
| 1949 | 1958 | 1970  | 1979  | 1989  | 2002 | 2010 |
| ↘718 | ↘663 | ↗727  | ↘618  | ↘511  | ↘466 | ↘423 |
| 2012 | 2013 | 2014  | 2015  | 2016  | 2017 |      |
| ↗428 | ↗442 | ↘434  | ↗442  | ↘422  | ↘413 |      |

Национальный состав села - татары.